# Аннліс Б'яркгамар
Аннліс Б'яркгамар (фар. Annlis Bjarkhamar; 20 січня 1974, Воавур) — фарерська вчителька та політик.
Працювала вчителем у Поркері у 1996-1997 роках та в Торсгавні у 2001-2002 роках. У 1997-2000 працювала на Útvarp Føroya (суспільне мовлення). З 2008 року — консультант між шкільною системою, соціальними органами та поліцією Фарерських Островів (SSP). Міністр культури у Другому Уряді Анфінна Каллсберга.

## Особисте життя
Аннліс Б'яркгамар живе в лесбійських стосунках із Сонею Йогвансдоттір, яка є членом партії «Льогтінг» з 2015 року.